# Mittelstetten (Oberbayern)

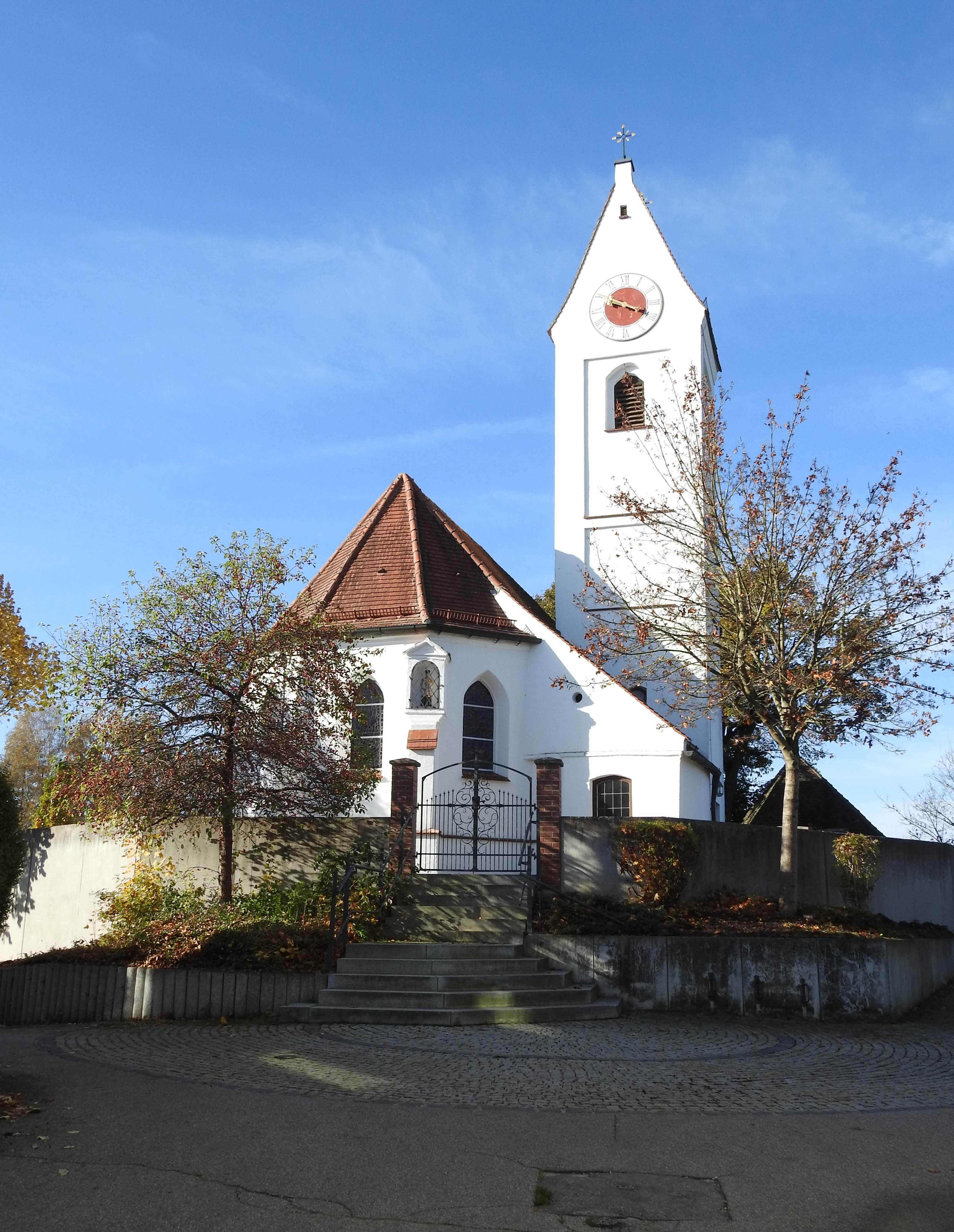
Pfarrkirche St. Sylvester in Mittelstetten

Mittelstetten ist eine Gemeinde im oberbayerischen Landkreis Fürstenfeldbruck.

## Geographie
Der Ort liegt rund 20 Kilometer südöstlich von Augsburg und 13 Kilometer nordwestlich von Fürstenfeldbruck.
Die Gemeinde hat sechs Gemeindeteile (in Klammern ist der Siedlungstyp angegeben):
- Hanshofen (Weiler)
- Längenmoos (Dorf)
- Mittelstetten (Pfarrdorf)
- Oberdorf (Kirchdorf)
- Tegernbach (Kirchdorf)
- Vogach (Kirchdorf)

## Geschichte

### Bis zur Gemeindegründung
Mittelstetten wurde 788 zum ersten Mal als Mouitilstat (Wohnstatt des Mutilo) erwähnt, als Herzog Tassilo III. den Ort samt Kirche dem Kloster Benediktbeuern schenkte. Um 1200 wurden drei Namen als "Milites in Muotelinsten", also Ritter von Mittelstetten, genannt. Im späten 13. Jahrhundert wurden Güter in Mittelstetten dem neu gegründeten Kloster Fürstenfeld übertragen. Anfang des 16. Jahrhunderts besaß das Kloster drei Höfe und eine Taverne in Mittelstetten. Letztere war eine wichtige Raststation für Reisende von München nach Augsburg.
Im Jahre 1818 erfolgte die Gemeindebildung zusammen mit den Gemeindeteilen Hanshofen, Längenmoos und Vogach.

### Eingemeindungen
Im Zuge der Gebietsreform in Bayern wurde am 1. Juli 1972 der vormals zur Gemeinde Baierberg gehörende Gemeindeteil Oberdorf Mittelstetten zugeschlagen. Am 1. Mai 1978 wurde die davor eigenständige Gemeinde Tegernbach eingegliedert.

### Einwohnerentwicklung
Zwischen 1988 und 2018 wuchs die Gemeinde von 1316 auf 1699 Einwohner bzw. um 29,1 %.

## Politik

### Bürgermeister
Seit 1. Mai 2020 ist Franz Ostermeier (Wir für unsere Gemeinde) Erster Bürgermeister. Dieser erreichte bei der Wahl am 15. März 2020 gegen den Vorgänger Andreas Spörl (CSU, im Amt von 2014 bis 2020) 58,2 % der Stimmen.

### Gemeinderat
Bei der Kommunalwahl 2020 wurde der Gemeinderat wie folgt besetzt:
- CSU: 4 Sitze (33,32 %)
- Wir für unsere Gemeinde: 5 Sitze (41,47 %)
- Bürgernah und Unabhängig: 3 Sitze (25,21 %).

Die Wahlbeteiligung lag bei 74,27 %.

### Verwaltung
Die Gemeinde ist Mitglied der Verwaltungsgemeinschaft Mammendorf.

### Wappen
| Wappen von Mittelstetten | Blasonierung: „Durch einen silbernen Pfeil gespalten von Rot und Grün; vorne ein halber silberner Flug, hinten ein schmaler silberner Wellenbalken, überdeckt von einer aufrechten Heugabel, deren Stiel aus einem silbernen Spatenblatt wächst.“ |
| Wappen von Mittelstetten | Wappenführung seit 1982. |

## Wirtschaft und Infrastruktur

### Verkehr
Mittelstetten ist mit drei Regionalbuslinien des Münchner Verkehrs- und Tarifverbundes und einer Ruftaxilinie erschlossen. Das Gemeindegebiet liegt in der Tarifzone 4.
| Linie | Linienverlauf                                                                                              | Verkehrsunternehmen |
| ----- | --- | ------------------- |
| 838   | Tegernbach – Mittelstetten – Hattenhofen – Oberschweinbach – Mammendorf S R – Puch – Buchenau S            | Amperbus GmbH       |
| 839   | Tegernbach – Mittelstetten – Althegnenberg R – Hattenhofen – Mammendorf S R – Puch – Fürstenfeldbruck S R  | Amperbus GmbH       |
| 889   | Althegnenberg R – Tegernbach – Mittelstetten – Oberschweinbach – Mammendorf S R – Fürstenfeldbruck S R     | Amperbus GmbH       |
| 8800  | Fürstenfeldbruck / Mammendorf / Hattenhofen / Adelshofen / Oberschweinbach / Althegnenberg / Mittelstetten | Geldhauser          |

## Bodendenkmäler

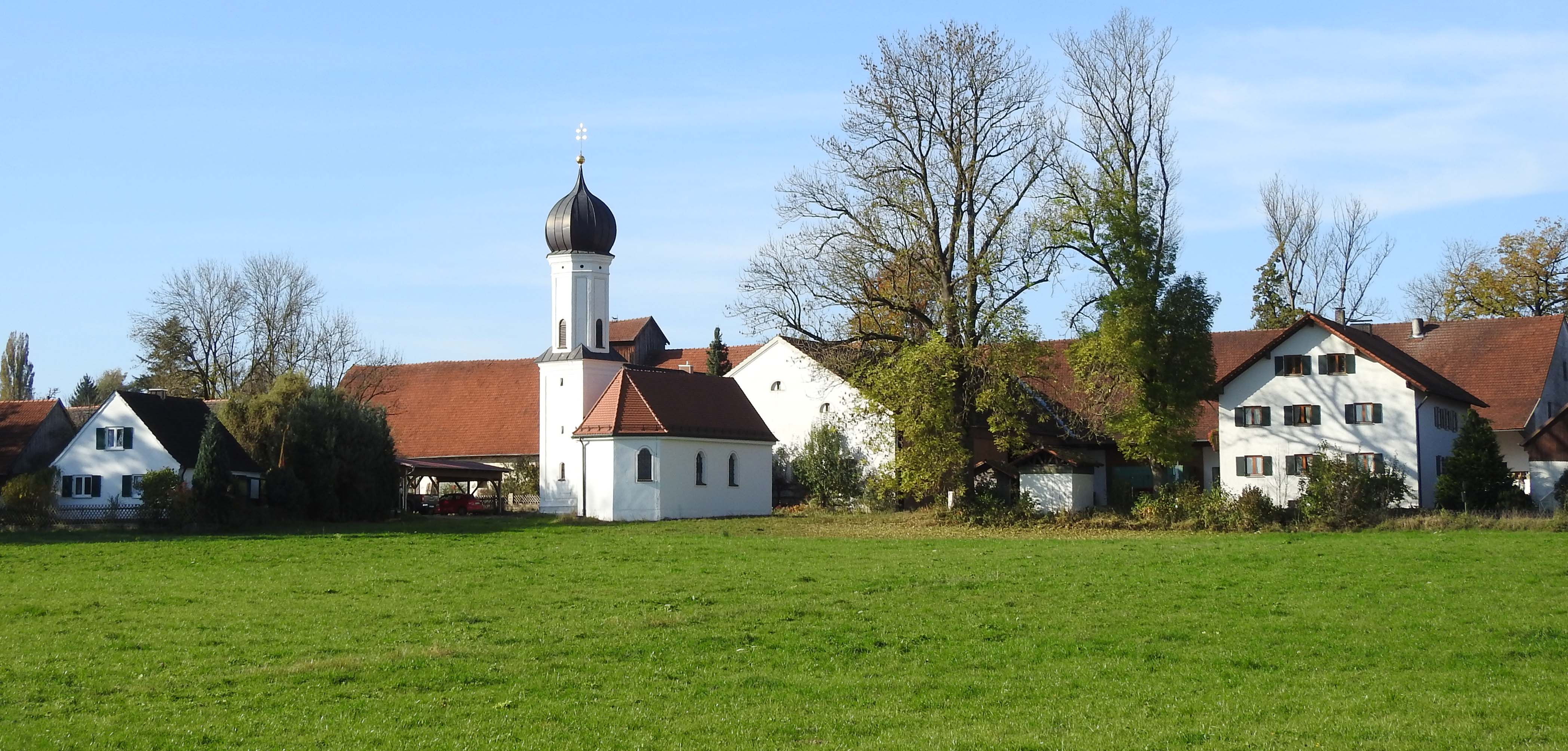
Oberdorf von Osten
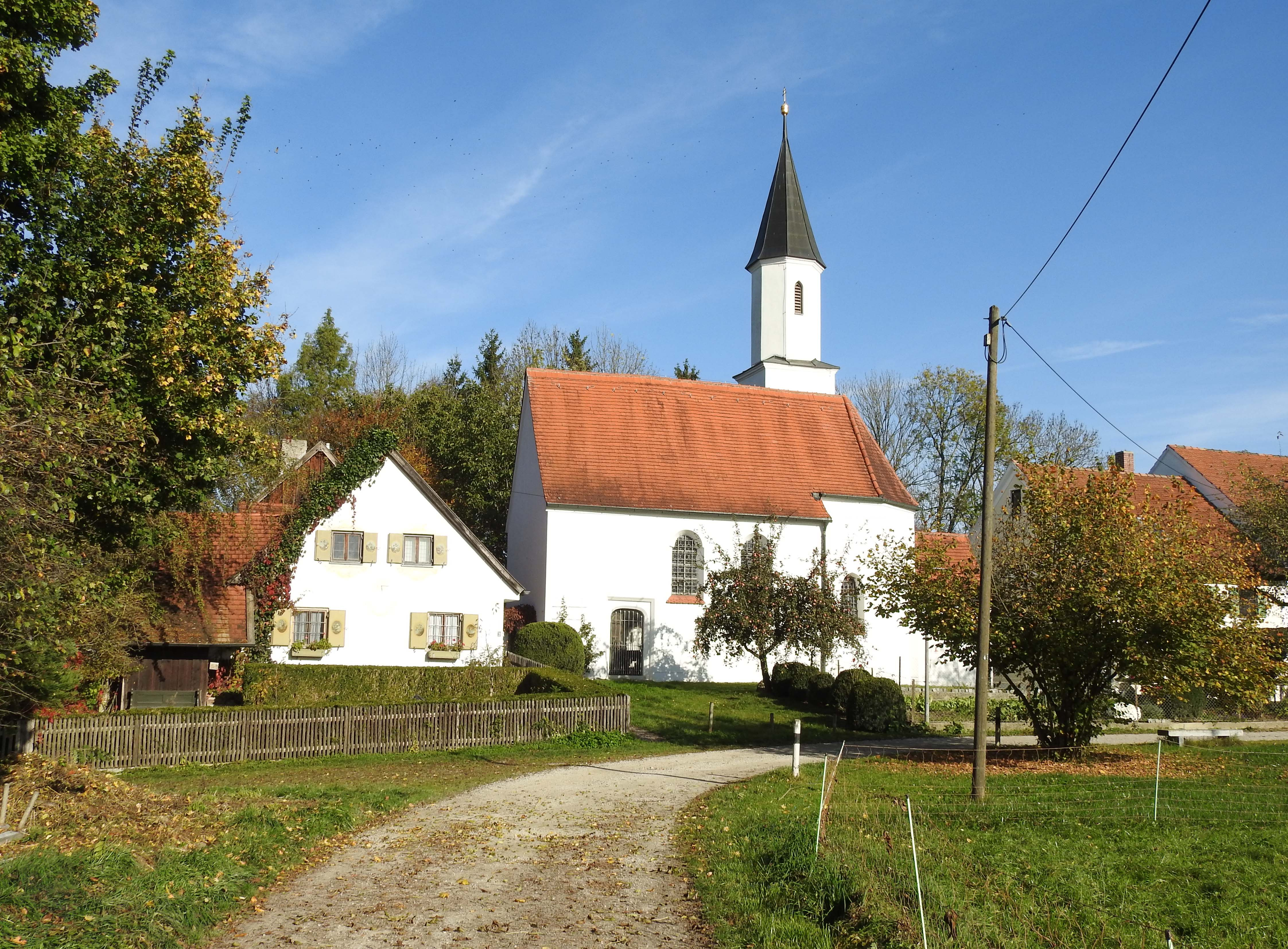
St. Johannes der Täufer in Vogach